# DADA (песня)
«DADA» — песня японской рок-группы RADWIMPS, выпущенная 12 января 2011 года в качестве первого из двух синглов, предшествующих шестому альбому группы, Zettai Zetsumei.
Сингл стартовал с первых позиций чартов Oricon и Billboard Japan Hot 100, став вторым синглом группы, достигнувшим такого результата. Сингл получил золотую сертификацию RIAJ за более чем 100 000 проданных экземпляров.

## Список композиций
| №                   | Название            | Длительность |
| ------------------- | ------------------- | ------------ |
| 1.                  | «DADA»              | 3:45         |
| 2.                  | «Ruru» (縷々)       | 4:03         |
| Общая длительность: | Общая длительность: | 7:48         |

## Позиции в чартах
| Чарт (2011)                       | Высшая позиция |
| --------------------------------- | -------------- |
| Billboard Japan Hot 100           | 1              |
| Billboard Japan Top Singles Sales | 1              |
| Ежедневные синглы Oricon          | 1              |
| Еженедельные синглы Oricon        | 1              |
| Ежемесячные синглы Oricon         | 3              |
| Годовые синглы Oricon             | 61             |

## Продажи и сертификации
| Чарт                      | Количество      |
| ------------------------- | --------------- |
| Физические продажи Oricon | 121 000         |
| Сертификация RIAJ         | Gold (100 000+) |